# Toxic
Toxic är en sång framförd av Britney Spears, utgiven som singel den 12 januari 2004. "Toxic" finns med på albumet In The Zone, utgivet den 15 november 2003. Låten är producerad av den svenska musikproducent-duon Bloodshy & Avant. "Toxic" nådde första plats på många topplistor, bland annat Hot Dance Club Songs och UK Singles Chart.